# Mildred Kelly
 (août 2023).
Pour les articles homonymes, voir Kelly.
Mildred Catherine Kelly, née le 24 janvier 1928 et morte le 27 janvier 2003, est une militaire américaine qui sert dans l'armée américaine de mars 1947 à avril 1976. Elle est la première femme afro-américaine à occuper le rang de sergent-major et de sergent-major de commandement dans l'armée américaine et est devenue la première femme sergent-major de commandement d'une installation de l'armée à prédominance masculine.

## Biographie

### Naissance et service
Mildred Kelly naît à Chattanooga, dans le Tennessee. Elle est diplômée du Knoxville College avec une licence en chimie en 1949. Elle enseigne une année dans le secondaire avant de s'engager dans le Women's Army Corps en 1950 et de servir pendant 26 ans. Elle gravit les échelons jusqu'à devenir la première femme noire sergent-major de l'armée, alors qu'elle était en poste au Pentagone en 1972. En 1974, elle est devenue la première femme sergent-major de commandement d'une installation de l'armée (l'Aberdeen Proving Ground dans le Maryland) dont la population de base était majoritairement masculine,,. 
Elle sert ensuite dans divers conseils et commissions, notamment la Women in Military Service for America Memorial Foundation, la Maryland Veterans Commission, le Veterans Advisory Board et la National Association of Black Military Women. Elle a été présidente du chapitre 16 de la Women's Army Corps Veterans Association. Elle a contribué à la campagne pour l'érection du Women in Military Service for America Memorial à l'entrée de cérémonie du cimetière national d'Arlington.
Mildred Kelly prend sa retraite de l'armée le 1er avril 1976 et meurt d'un cancer le 27 janvier 2003. Elle a été enterrée avec tous les honneurs militaires dans la section 67 du cimetière national d'Arlington. En 2022, la Commission de dénomination a placé Kelly sur sa liste de nouveaux noms potentiels pour neuf installations de l'armée nommées en commémoration de la Confédération. En fin de compte, son nom n'a pas été utilisé.